# Pierre Abattucci
Pierre-Jean Abattucci (Sint-Jans-Molenbeek, 20 mei 1871 - Elsene, 20 december 1942) was een Belgisch kunstschilder, graficus en lithograaf, vooral van landschappen die nauw verwant zijn met de geest van het symbolisme.

## Biografie
Abattucci  werd geboren als zoon van Jacques Abattucci en van Petronille Senders en was gehuwd met Catherine Louise de Mesmaeker.
Hij kreeg zijn artistieke opleiding aan de "Ecole des Arts Décoratifs" te Sint-Jans-Molenbeek bij François Stroobant, vervolgens aan de Academie voor Schone Kunsten te Brussel van 1892 tot 1897, waar hij Jean-François Portaels, Charles Van der Stappen en Joseph Stallaert als belangrijkste leraren had.
Abattucci debuteerde als kunstenaar in een Salon van de kring L’Art Libre en was zijn hele leven lang geregeld exposant in de Brusselse Salons van de “Société Royale des Beaux-Arts” en van de Cercle Artistique et Littéraire. In de Circle, gevestigd in de Waux-Hall aan de Wetstraat, exposeerde hij individueel in 1921 en 1935. In 1912 was hij er al in een tweemanstentoonstelling samen met Emile Jacques en in 1924 exposeerde hij er in een ruimer verband samen met Eric Wansart, Pros De Wit, Jenny Montigny en Henriëte Bossché. Hij had ook enkele eenmanstentoonstellingen in de galerijen Toison d’Or en Studio (1922). In de Studio was hij ook  vertegenwoordigd tijdens het Herfstsalon 1920 waar hij toen exposeerde met collegas als Firmin Baes, Henri Binard, Louis Buisseret, Hubert Glansdorff en Gustave-Max Stevens.
Tijdens de wereldtentoonstelling in Saint Louis (U.S.A.) in 1904 werd hem een bronzen medaille toegekend.
Zijn leven als kunstenaar verliep zonder noemenswaardige feiten. Hij combineerde zijn kunstenaarschap met een lesopdracht aan de Academie van Sint-Jans-Molenbeek.

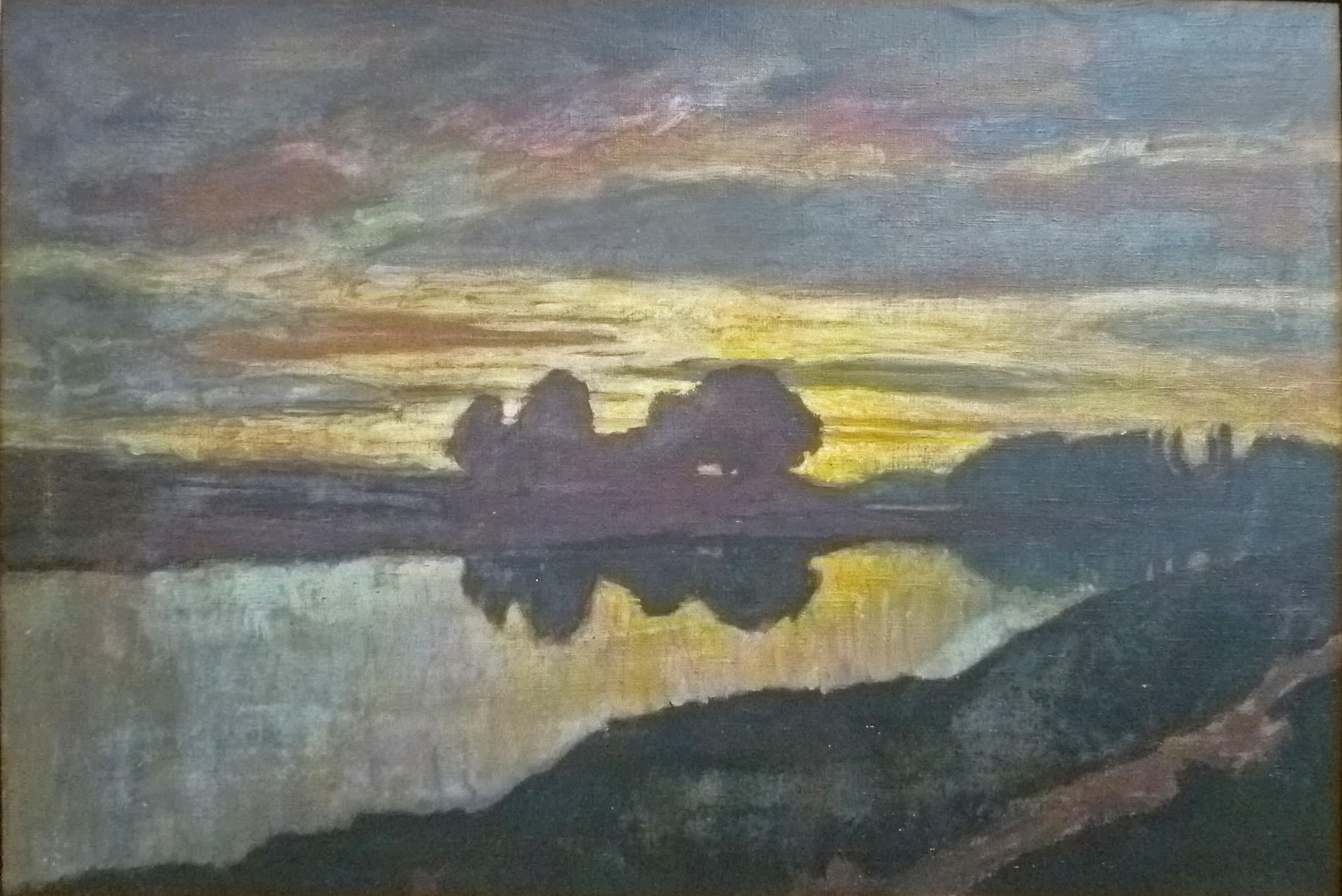
Landschap, 1921

## Oeuvre
Naast het portret beoefende Abattucci bij voorkeur het landschapsgenre evenals het schilderen van pittoreske hoekjes in oude steden. Zijn landschappen lijken steeds wat geïdealiseerd en dromerig; hij toont een bijzondere belangstelling voor het weergeven van ochtend- en avondstemmingen bij wisselvallige atmosferische omstandigheden: nevels, bewolking, volle zon, wisselende seizoenen. Italiaanse landschappen, typisch met hun dominerende cipressen zijn een constante in zijn landschappen. Geliefde plekken waren ook Venetië en Saint-Raphaël.
Een keuze uit de titels van zijn werken (telkens met vermelding van het jaartal of van de tentoonstelling) levert een beeld van de genres die hij heeft beoefend: Verlaten kasteel (1901), Portret van de criticus Sander Pierron (1901), Meimaand bij de kapel (1902), Een voormiddag in juni (1906), Tegen de avond (1906), Heide in de zon (Salon 1907, Brussel), Vijver ’s morgens (id.), Grote wolk – avond (id.), Open plek in het bos (id.) (grafiek), Straatje te Brussel (id.) (grafiek), Herfstnamiddag (Salon 1909, Brussel), Vijver aan een bosrand – zonsondergang (id.), Het leverkruid (Salon 1913, Gent), Bewolkt weer – einde van de dag (Salon 1914, Brussel), Erekoer van het kasteel te Rixensart (Salon 1914, Spa), Bosrand – valavond (id.), Esméralda (id.) (pastel) en het Wagneriaanse Parsifal op Montsalvat (litho) (id.).  
Abattucci was lid van de Société des Aquaforistes Belges en publiceerde grafisch werk in de albums die deze kring uitgaf. Hij vervaardigde ook ex-libris, onder andere een voor Sander Pierron.

## Musea en openbare verzamelingen
- Verz. Belgische Staat
- Brussel, Koninklijke Verzameling
- Brussel, Museum Charlier : Zicht op Rapallo
- Elsene, Stedelijk Museum : Avond aan de rand van de vijver
- Mons, Musée des Beaux-Arts : Einde van de dag – Sorrento
- Oostende, KaZ: litho La plaine

## Voetnoten
- International Standard Name Identifier: 0000 0000 5282 2955
- Library of Congress Control Number: nr96000977
- RKD-Nederlands Instituut voor Kunstgeschiedenis: 110
- Union List of Artist Names: 500024185
- Virtual International Authority File: 29429371
- WorldCat: E39PBJfcJpxkTYKwG4Gw3DgqcP